# إنديانابوليس 500 سنة 1954
سباق إنديانا بوليس -500 ميل 1954 أقيم في حلبة إنديانابوليس موتور سبيدواي في 31 مايو 1954 وفاز في السباق بيل فوكوفيتش من فريق هوارد بي كيك بمتوسط سرعة 130.840 ميل/س (210.567 كم/س).
وكان أول المنطلقين جاك ماكغراث (racing driver) بسرعة 141.033 ميل/س (226.971 كم/س).